# Scilla congesta
Scilla congesta är en sparrisväxtart som beskrevs av John Gilbert Baker. Scilla congesta ingår i släktet blåstjärnesläktet, och familjen sparrisväxter. Inga underarter finns listade i Catalogue of Life.